# 佩斯 (密西西比州)
佩斯（英語：Pace）是位於美國密西西比州玻利瓦縣的城鎮。

## 人口
根據2020年美國人口普查的數據，佩斯的面積為0.41平方千米，當中陸地面積為0.40平方千米，而水域面積為0.01平方千米。當地共有人口183人，而人口密度為每平方千米446人。